# Nancy Richardson
Nancy Richardson (* vor 1982) ist eine US-amerikanische Filmeditorin.
Nancy Richardson absolvierte ab 1982 ein Filmstudium an der University of California, Los Angeles. Ursprünglich wollte sie Regisseurin und Drehbuchautorin werden. 1986 wurde sie von Freunden um den Schnitt deren Produktion Stand and Deliver gebeten, und ihre Karriere als Editorin begann. Seit 1996 ist sie nun selbst Lehrkraft für Filmschnitt an der Universität Los Angeles. 2001 wurde sie für den Schnitt der TV-Biographie Hendrix für einen Primetime Emmy nominiert. Ihr Schaffen umfasst mehr als drei Dutzend Produktionen.

## Filmografie (Auswahl)
- 1988: Stand and Deliver
- 1991: Trabbi goes to Hollywood (Driving Me Crazy)
- 1995: Meine Familie (My Family)
- 1997: Selena – Ein amerikanischer Traum (Selena)
- 1998: Why Do Fools Fall in Love – Die Wurzeln des Rock ’n’ Roll (Why Do Fools Fall In Love)
- 2000: Hendrix
- 2003: Dreizehn (Thirteen)
- 2005: Dogtown Boys
- 2006: Step Up
- 2008: Surfer, Dude
- 2008: Twilight – Biss zum Morgengrauen (Twilight)
- 2010: Mit Dir an meiner Seite (The Last Song)
- 2011: Red Riding Hood – Unter dem Wolfsmond (Red Riding Hood)
- 2012: Für immer Liebe (The Vow)
- 2013: Warm Bodies
- 2013: Carrie
- 2014: Die Bestimmung – Divergent (Divergent)
- 2015: Alle Jahre wieder – Weihnachten mit den Coopers (Love the Coopers)
- 2015: Die Bestimmung – Insurgent (The Divergent Series: Insurgent)
- 2017: Du neben mir (Everything, Everything)
- 2019: Fighting with My Family
- 2020: Love and Monsters
- 2022: Ich. Bin. So. Glücklich. (Luckiest Girl Alive)
- 2024: I Don’t Understand You
- 2024: Lilly